# 고타니 유키
고타니 유키(일본어: 小谷 祐喜, 1991년 7월 27일 ~ )는 일본의 축구 선수이다.

## 구단 경력
그는 2014년부터 2024년까지 J리그의 세레소 오사카, SC 사가미하라, 로아소 구마모토, 나라 클럽에서 활동하였다.